# نشانی از گناه
نشانی از گناه (انگلیسی: A Touch of Sin) یک فیلم دلهره‌آور چینی به نویسندگی و کارگردانی جیا ژانکو و با بازی جیانگ وو و ژائو تائو، همسر جیا که مدت‌ها نیز با او همکاری کرده است، می‌باشد. این عنوان اشاره به نشانی از ذن دارد. این فیلم در جشنواره فیلم کن ۲۰۱۳ نامزد نخل طلا شد و جیا جایزه بهترین فیلم‌نامه جشنواره کن را برنده شد.